# Кълвач на Луната
„Кълвач на Луната“ (на английски: Woodpecker in the Moon) е американски анимационен филм от 1959 година, създаден от Уолтър Ланц като част от поредицата за Уди Кълвача.

## Сюжет
След дългогодишни безуспешни опити да изведе човек в открития космос, местното ракетно дружество успява да изпрати на Луната Професор Дингълдонг, който обаче не се завръща обратно. Сега те търсят доброволец, който да отиде там и да разбере какво се е случило с него. Изборът им се свежда до пощальона Уди Кълвача. Вече обучен за космическо пътешествие, той влиза в ракетата и поема мисия да достигне до Луната. Приземявайки се на лунната повърхност, Уди вижда останките от ракетата на Дънгълдонг и установява, че той е все още жив. Професора атакува приземилия се кораб в опит да го превземе. Виждайки кой пилотира ракетата, Дънгълдонг остава изумен. Той смята да изостави Уди на Луната и с превзетата ракета да се върне на Земята, за да търси възмездие за това, че е бил изпратен на тази мисия без шанс да се върне обратно. За целта професора предлага на Уди да го разведе из Луната и го бута в един кратер, но кълвача оцелява. Поел по обратния път към Земята, Дънгълдонг не подозира, че Уди е оцелял и е успял да се върне в ракетата. Разбира това едва когато навлизат в земната атмосфера. Приземявайки се, професора незабавно отива в офиса на ракетното дружество за да търси възмездие за това, че е изпратен безцелно на Луната. Той хваща председателя на дружеството, завърза го за една голяма ракета и го изстрелва в открития космос.

## В ролите
Персонажите във филма са озвучени с гласовете на:
- Грейс Стафорд като Уди Кълвача
- Дал МакКенън като Професор Дингълдонг